# Er-mi Zhao
Er-mi Zhao (en chino 赵尔宓) (1930, Chengdu - 24 de diciembre de 2016) fue un herpetólogo chino.

## Biografía
Desde 2001, Er-mi Zhao fue miembro de la Academia China de las Ciencias.
Falleció en el Centro médico del oeste de China de la Universidad de Sichuan el 24 de diciembre de 2016.

## Algunos taxones descritos
- Achalinus meiguensis Hu & Zhao, 1966
- Amolops liangshanensis (Wu & Zhao, 1984)
- Amphiesma metusia Inger, Zhao, Shaffer & Wu, 1990
- Amphiesma optatum (Hu & Zhao, 1966)
- Calotes medogensis Zhao & Li, 1984
- Cuora zhoui Zhao, Zhoi & Ye, 1990
- Cyrtopodion medogensis (Zhao & Li, 1987)
- Dinodon rosozonatum Hu & Zhao, 1972
- Gloydius shedaoensis Zhao, 1979
- Ingerana reticulata (Zhao & Li, 1984)
- Kurixalus hainanus (Zhao, Wang & Shi, 2005)
- Laudakia papenfussi Zhao, 1998
- Laudakia wui Zhao, 1998
- Liua Zhao & Hu, 1983
- Liuixalus Li, Che, Bain, Zhao & Zhang, 2008
- Oligodon multizonatus Zhao & Jiang, 1981
- Opisthotropis cheni Zhao, 1999
- Opisthotropis guangxiensis Zhao, Jiang & Huang, 1978
- Oreolalax multipunctatus Wu, Zhao, Inger & Shaffer, 1993
- Pelophylax tenggerensis (Zhao, Macey & Papenfuss, 1988)
- Phrynocephalus albolineatus Zhao, 1979
- Plagiopholis unipostocularis Zhao, Jiang & Huang, 1978
- Plestiodon liui (Hikida & Zhao, 1989)
- Protobothrops xiangchengensis (Zhao, Jiang & Huang, 1979)
- Rana zhengi Zhao, 1999
- Rhabdophis adleri Zhao, 1997
- Scincella huanrenensis Zhao & Huang, 1982
- Scincella tsinlingensis (Hu & Zhao, 1966)
- Viridovipera medoensis (Zhao, 1977)
- Xenopeltis hainanensis Hu & Zhao in Zhao, 1972
- Zhaoermia mangshanensis (Zhao, 1990)

## Algunas publicaciones
- Guang-Xiang Zhu, Ying-Yong Wang, Hirohiko Takeuchi, Er-Mi Zhao. 2014. A new species of the genus Rhabdophis Fitzinger, 1843 (Squamata: Colubridae) from Guangdong Province, southern China. Zootaxa 3765 (5): 469–480.

## Honores

### Eponimia
- Zhaoermia Gumprechtt & Tillack, 2004
- Paramesotriton ermizhaoi Wu, Rovito, Papenfuss & Hanken, 2009

## Abreviatura (zoología)
La abreviatura Zhao  se emplea para indicar a Er-mi Zhao como autoridad en la descripción y taxonomía en zoología.

- Datos: Q3055930
- Especies: Er-Mi Zhao